# Гани, Оваис Ахмед
Оваис Ахмед Гани (англ. Owais Ahmed Ghani) — пакистанский государственный деятель, в разное время занимал должности губернаторов провинций Белуджистан и Хайбер-Пахтунхва.

## Биография
Родился 5 февраля 1951 года в Пешаваре. После окончания средней школы продолжил обучение в колледже Эдвардс. Затем поступил в университет Пешавара, окончив который получил диплом инженера. Проходил курсы повышения квалификации в Шанхае по проектированию и производству паровых котлов высокого давления для тепловых электростанций.
В 1996 году занялся политической деятельностью, является одним из основателей партии Техрик-е-Инсаф. В 1997 году покинул партию после парламентских выборов. В 1999 году занял должность министра промышленности Хайбер-Пахтунхвы. В 2002 году был назначен министром Пакистана по защите окружающей среды. С 11 августа 2003 по 5 февраля 2008 года занимал должность губернатора Белуджистана. Во время его правления в провинции был убит лидер сепаратистов Акбар Бугти, что спровоцировало массовые беспорядки. Оваис Гани столкнулся в Белуджистане с проблемами в области незаконного распространения наркотиков, а также с ростом криминальной активности, вызванной нестабильностью в соседнем Афганистане.
7 января 2008 года был назначен губернатором Хайбер-Пахтунхвы, на этой должности он продолжил вести жесткую линию с экстремистскими проявлениями в провинции. 10 февраля 2011 года его сменил на этом посту Саид Масуд Каусар. Оваис Ахмед Гани является одним из трех человек в истории Пакистана, занимавшим должности губернаторов разных провинций страны.